# Bill Vukovich Jr.
William John „Bill” Vukovich Jr. (ur. 29 marca 1944 roku w Riverside, zm. 20 sierpnia 2023) – amerykański kierowca wyścigowy.

## Życiorys
Vukovich rozpoczął karierę w międzynarodowych wyścigach samochodowych w 1965 roku od startów w USAC National Championship. Z dorobkiem osiemdziesięciu punktów został klasyfikowany na 38. miejscu w końcowej klasyfikacji kierowców. W późniejszym okresie Amerykanin pojawiał się także w stawce Bay Cities Racing Association Outdoor Midget Championship, USAC National Sprint Car Series, USAC National Midget Series, USAC National Silver Crown, CART Indy Car World Series, Indianapolis 500, IMSA Camel GTO, USAC Gold Crown Championship oraz USAC Coors Light Silver Bullet Series.
W CART Indy Car World Series Vukovich startował w latach 1979-1984. Najlepszy wynik Amerykanin osiągnął w 1981 roku, kiedy uzbierane sześć punktów dało mu 33. miejsce w klasyfikacji generalnej.